# Inca Express

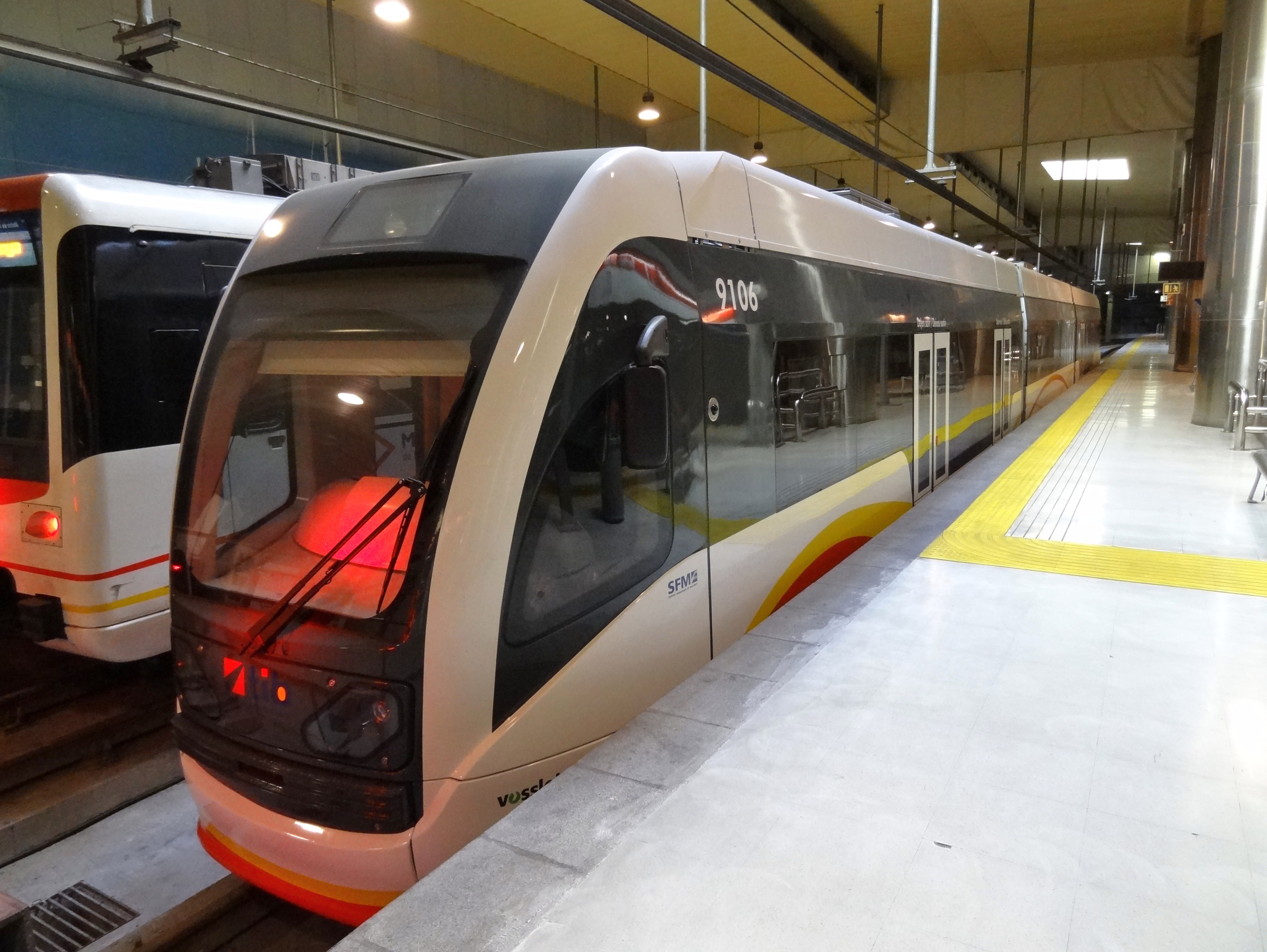
Unidades Vossloh que prestan el servicio Inca Express.

La línea Inca Express (código T1e) es una de las líneas ferroviarias que gestiona Servicios Ferroviarios de Mallorca (SFM). Recorre los 28,6 km que separan las ciudades de Palma de Mallorca e Inca de manera directa, realizando una única parada en la Estación de Marrachí, donde enlaza con las otras líneas de ferrocarril y con la línea M2 del Metro de Palma de Mallorca. Fue inaugurada el 27 de diciembre de 2012, aunque había sido proyectada en verano del mismo año, tras la elaboración de un estudio que demostraba que la mayoría de usuarios del ferrocarril insular tenían como origen o destino de su trayecto una de las dos ciudades. De este modo, se reduce el tiempo de viaje de treinta y cinco a veinticinco minutos, al no realizarse paradas.
El servicio es ofrecido con las unidades de la serie 91 de SFM, destinadas originalmente a la línea entre Manacor y Artá cuyas obras se paralizaron por falta de liquidez. Además de mejorar la conexión entre ambas ciudades, Servicios Ferroviarios de Mallorca pretendía dar un uso a estos trenes. Al ser de piso bajo, a diferencia del resto de la flota ferroviaria, de Construcciones y Auxiliar de Ferrocarriles (CAF), fue necesario adaptar andenes en las estaciones, lo que justifica que la línea no estuviera operativa hasta diciembre de 2012. Su creación constituyó, junto a la de la ya mencionada línea 2 del metro, parte de las medidas emprendidas por la compañía para racionalizar y optimizar la gestión de sus recursos ferroviarios.
La línea Inca Express realiza tres trayectos diarios en cada sentido en hora punta, aunque solo durante los días laborables. Debido a la alta afluencia de pasajeros registrada Servicios Ferroviarios de Mallorca anunció su intención de aumentar el número de frecuencias diarias.